# Edward L. Dreyer
Edward L. Dreyer (San Diego, 1940 – 2007. június 29.) amerikai történész, sinológus.

## Élete, munkássága
Edward L. Dreyer a Harvard Egyetem történelem szakán diplomázott 1961-ben. 1971-ben szerzett doktori fokozatot a The Emergence of Chu Yuan-chang, 1360–65 című disszertációjával. A Miami Egyetem történelem professzora volt, szak területe a Ming-kor had- és tengerészet története. A The Cambridge History of China 7/1. kötetében ő a szerzője a „Military origins of Ming China” című fejezetnek. Egyik legjelentősebb műve a Cseng Ho admirálisról és tengeri expedíciójáról írt, 2006-ban megjelent Zheng He: China and the Oceans in the Early Ming, 1405–33. című könyve.